# Cayuse-Krieg
Der Cayuse-Krieg war eine bewaffnete Auseinandersetzung zwischen den Vereinigten Staaten und dem Volk der Cayuse im Nordwesten der heutigen USA, auf dem Gebiet des heutigen Bundesstaats Washington. Er dauerte von 1847 bzw. 1848 bis 1855. Auslöser war das Whitman-Massaker in der Whitman Mission nahe beim Ort Walla Walla im Osten des heutigen Bundesstaats Washington. Dabei wurden 14 Menschen getötet. Die tieferen Ursachen lagen im Zustrom weißer Siedler, die glaubten, das in ihren Augen ungenutzte Land nach und nach an sich nehmen zu können, sowie in Epidemien, die die Siedler einschleppten, allen voran die Masern. Dabei betrachtete die Regierung die Cayuse formal nie als Kriegsgegner, und so kam es zu Hinrichtungen wegen Gewaltverbrechen.

## Ursachen und Verlauf
1836 kamen Marcus und Narcissa Whitman als Missionare zu den Cayuse von Waiilatpu, etwa zehn Kilometer westlich von Walla Walla. Obwohl sie eine Schule errichteten und Getreide anbauten sowie für Bewässerung sorgten, waren ihre Missionserfolge gering, und sie konnten sich gerade selbst versorgen. Dies änderte sich 1842, als  Marcus Whitman das American Board of Commissioners for Foreign Missions um Unterstützung bat. 1843 kamen rund tausend Siedler ins Oregon-Territorium.  
Die Landwirtschaft, die die Siedler mitbrachten, erforderte Land, von dem sie glaubten, dass es ihnen zustehe. Die Cayuse ihrerseits glaubten, den Boden zu pflügen komme einer Entweihung der Erde gleich. Da die Siedler auf ihrem Weg jagten, weil sie die Tiere ebenfalls für sich beanspruchten, verlangten die Cayuse eine Kompensation. Die Siedler ihrerseits hielten die Forderung für Bettelei und vertrieben die Unterhändler.
Hinzu kamen Krankheiten, die die Indianer aufbrachten. 1847 tötete eine Masernepidemie vielleicht die Hälfte ihres Stammes. Sie hielten Marcus Whitman, der als Priester und Arzt handelte, und somit einem Schamanen gleichkam, für die Ursache der Katastrophen von Epidemie, Land- und Nahrungsmittelverlust. 
Am 29. November 1847 griffen einige Männer die Missionsstation an. Dabei wurden 14 Siedler getötet, einschließlich des Ehepaars Whitman. Die Gebäude wurden weitgehend zerstört. 54 Frauen und Kinder wurden mehrere Wochen lang festgehalten, bevor man sie in die Freiheit entließ. Einer der Pelzhändler der Hudson’s Bay Company, Peter Skene Ogden, hatte für ihre Freilassung gesorgt, indem er im Austausch für sie 62 Decken, 63 Baumwollhemden, 24 Gewehre, 600 Patronen und sieben Pfund Tabak anbot. Heute ist die Stätte eine National Historic Site.

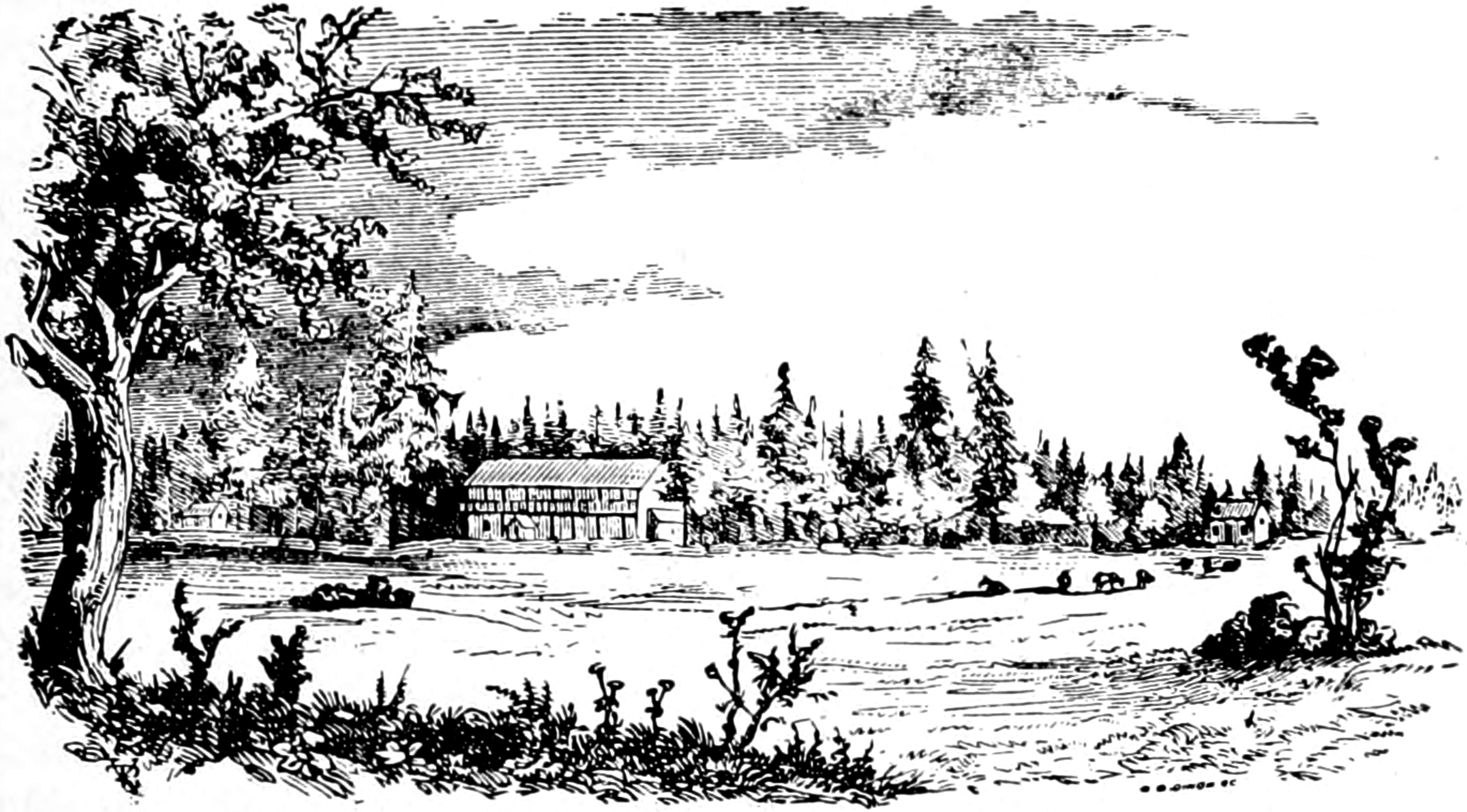
Die Dalles-Mission

Die Regierung von Oregon und Gouverneur George Abernethy forderten eine sofortige Reaktion und erlaubten die Aushebung von Freiwilligen. Etwa 50 von ihnen zogen unter dem Kommando von Henry A. G. Lee nach The Dalles am Columbia. Eine als Oregon Rifles bekannte Truppe wurde am 8. Dezember 1847 zusammengestellt und sammelte sich in Fort Vancouver zwei Tage später. Die Hudson’s Bay Company verkaufte ihnen die notwendige Ausrüstung. Die Männer sollten die örtliche Methodisten-Mission verteidigen und das Willamette-Tal sichern; sie marschierte nach The Dalles, wo sie am 21. Dezember ankam. Zugleich ernannte der Gouverneur eine Friedenskommission, die aus Joel Palmer sowie Lee und Robert Newell bestand. 
In The Dalles stahl eine Gruppe von Cayuse eine Viehherde von 300 Tieren. Dort bauten die Rifles einen Posten namens Fort Lee, das spätere Fort Dalles. Im Januar marschierte unter Colonel Cornelius Gilliam eine 500 Mann starke Truppe gegen jede indianische Gruppe im mittleren Oregon. Sie erreichten Fort Lee im Februar. All diese Männer zogen Richtung Whitman-Mission. Zu schweren Kämpfen kam es auf dem Weg dorthin bei Sand Hollows. Gilliam zog mit einer kleinen Truppe Richtung The Dalles um den Nachschub zu organisieren und weiter Richtung Oregon City, um dem Gouverneur zu berichten. Durch einen Unfall kam Gilliam ums Leben, so dass Lee nach Oregon City ging. Lee wurde daraufhin zum Colonel ernannt, doch verzichtete er im Lager auf diese Position, da die Haupttruppe inzwischen Lieutenant-Colonel James Waters als Colonel zum Führer der Truppe gewählt hatten. 
Die Cayuse waren gespalten. Ein Teil von ihnen überfiel isolierte Siedlungen, ein anderer Teil verhandelte mit der Friedenskommission. Die Milizionäre unterschieden hierin nicht und provozierten freundlich wie feindlich gesinnte Indianer. Da sie waffentechnisch überlegen waren, flohen viele Cayuse in die Blue Mountains.
1850 lieferten die Cayuse fünf Männer aus, denen gesagt wurde, sie sollten die Wahrheit berichten. Am 3. Juni 1850 wurden Tilaukaikt, Tomahas, Klokamas, Isaiachalkis und Kimasumpkin als Mörder der Whitmans von einer Militärkommission zum Tode verurteilt und gehängt. Scharfrichter war Marshal Joseph L. Meek. Kimasumpkin erklärte kurz vor seiner Hinrichtung seine Unschuld.
Da die Grundsituation sich nicht geändert hatte, war zwar das Massaker in den Augen der meisten gesühnt, doch die Konflikte setzten sich fort. Erst 1855 gaben sich die Cayuse geschlagen und zogen in ein Reservat. Sie mussten sich die Confederated Tribes of the Umatilla Indian Reservation mit den Umatilla und den Walla Walla teilen. Im Territorium und in der Bundeshauptstadt zog man die Konsequenz und strebte mit jedem der Stämme einen Vertrag an.